# Hopman Cup 2001
La Hopman Cup 2001 è stata la 13ª edizione della Hopman Cup, torneo di tennis riservato a squadre miste. Vi hanno partecipato 8 squadre di tutti i continenti e si è disputata al Burswood Entertainment Complex di Perth in Australia, dal 30 dicembre 2000 al 6 gennaio 2001. La vittoria è andata alla coppia svizzera formata da Martina Hingis e Roger Federer, che hanno battuto la coppia statunitense formata da Monica Seles e Jan-Michael Gambill.

## Play-off

### Belgio vs. Giappone
| Belgio 2 | Burswood Entertainment Complex, Perth 30 dicembre 2000 - 6 gennaio 2001 Cemento indoor | Burswood Entertainment Complex, Perth 30 dicembre 2000 - 6 gennaio 2001 Cemento indoor | Giappone 1 |     |     |  |
| \| \| \| \| 1 \| 2 \| 3 \| \| \| - \| \| --------------------------------------------------------- \| --- \| --- \| --- \| \| \| 1 \| \| Kim Clijsters Ai Sugiyama \| 7 6 \| 5 7 \| 6 4 \| \| \| 2 \| \| Olivier Rochus Takao Suzuki \| 3 6 \| 6 4 \| 4 6 \| \| \| 3 \| \| Kim Clijsters / Olivier Rochus Ai Sugiyama / Takao Suzuki \| 6 4 \| 6 4 \| \| \| |                                                                                        |                                                                                        |            |     |     |  |
| |                                                                                        |                                                                                        | 1          | 2   | 3   |  |
| 1 | Belgio (bandiera) · Giappone (bandiera)                                                | Kim Clijsters Ai Sugiyama                                                              | 7 6        | 5 7 | 6 4 |  |
| 2 | Belgio (bandiera) · Giappone (bandiera)                                                | Olivier Rochus Takao Suzuki                                                            | 3 6        | 6 4 | 4 6 |  |
| 3 | Belgio (bandiera) · Giappone (bandiera)                                                | Kim Clijsters / Olivier Rochus Ai Sugiyama / Takao Suzuki                              | 6 4        | 6 4 |     |  |

## Gruppo A

### Classifica
| Squadra    | Giocatori                                 | Posizione | Round Robins V-P | Incontri V-P | Sets V-P |
| ---------- | ----------------------------------------- | --------- | ---------------- | ------------ | -------- |
| Svizzera   | Martina Hingis / Roger Federer            | 1         | 3-0              | 8-1          | 17-2     |
| Sudafrica  | Amanda Coetzer / Wayne Ferreira           | 2         | 2-1              | 5-4          | 11-10    |
| Thailandia | Tamarine Tanasugarn / Paradorn Srichaphan | 3         | 1-2              | 4-5          | 7-12     |
| Australia  | Nicole Pratt / Richard Fromberg           | 4         | 0-3              | 1-8          | 4-15     |

### Sudafrica vs. Australia
| Sudafrica 2 | Burswood Entertainment Complex, Perth 30 dicembre 2000 - 6 gennaio 2001 Cemento indoor | Burswood Entertainment Complex, Perth 30 dicembre 2000 - 6 gennaio 2001 Cemento indoor | Australia 1 |     |     |  |
| \| \| \| \| 1 \| 2 \| 3 \| \| \| - \| \| ------------------------------- \| --- \| --- \| --- \| \| \| 1 \| \| Amanda Coetzer Nicole Pratt \| 6 3 \| 7 5 \| \| \| \| 2 \| \| Wayne Ferreira Richard Fromberg \| 6 7 \| 5 7 \| \| \| \| 3 \| \| Amanda Coetzer Nicole Pratt \| 7 6 \| 2 6 \| 7 6 \| \| |                                                                                        |                                                                                        |             |     |     |  |
| |                                                                                        |                                                                                        | 1           | 2   | 3   |  |
| 1 | Sudafrica (bandiera) · Australia (bandiera)                                            | Amanda Coetzer Nicole Pratt                                                            | 6 3         | 7 5 |     |  |
| 2 | Sudafrica (bandiera) · Australia (bandiera)                                            | Wayne Ferreira Richard Fromberg                                                        | 6 7         | 5 7 |     |  |
| 3 | Sudafrica (bandiera) · Australia (bandiera)                                            | Amanda Coetzer Nicole Pratt                                                            | 7 6         | 2 6 | 7 6 |  |

### Sudafrica vs. Thailandia
| Sudafrica 2 | Burswood Entertainment Complex, Perth 30 dicembre 2000 - 6 gennaio 2001 Cemento indoor | Burswood Entertainment Complex, Perth 30 dicembre 2000 - 6 gennaio 2001 Cemento indoor | Thailandia 1 |     |     |  |
| \| \| \| \| 1 \| 2 \| 3 \| \| \| - \| \| ------------------------------------------------------------------------- \| --- \| --- \| --- \| \| \| 1 \| \| Amanda Coetzer Tamarine Tanasugarn \| 6 4 \| 6 4 \| \| \| \| 2 \| \| Wayne Ferreira Paradorn Srichaphan \| 3 6 \| 6 2 \| 5 7 \| \| \| 3 \| \| Amanda Coetzer / Wayne Ferreira Tamarine Tanasugarn / Paradorn Srichaphan \| 6 4 \| 6 1 \| \| \| |                                                                                        |                                                                                        |              |     |     |  |
| |                                                                                        |                                                                                        | 1            | 2   | 3   |  |
| 1 | Sudafrica (bandiera) · Thailandia (bandiera)                                           | Amanda Coetzer Tamarine Tanasugarn                                                     | 6 4          | 6 4 |     |  |
| 2 | Sudafrica (bandiera) · Thailandia (bandiera)                                           | Wayne Ferreira Paradorn Srichaphan                                                     | 3 6          | 6 2 | 5 7 |  |
| 3 | Sudafrica (bandiera) · Thailandia (bandiera)                                           | Amanda Coetzer / Wayne Ferreira Tamarine Tanasugarn / Paradorn Srichaphan              | 6 4          | 6 1 |     |  |

### Svizzera vs. Australia
| Svizzera 3 | Burswood Entertainment Complex, Perth 30 dicembre 2000 - 6 gennaio 2001 Cemento indoor | Burswood Entertainment Complex, Perth 30 dicembre 2000 - 6 gennaio 2001 Cemento indoor | Australia 0 |     |   |  |
| \| \| \| \| 1 \| 2 \| 3 \| \| \| - \| \| -------------------------------------------------------------- \| --- \| --- \| - \| \| \| 1 \| \| Martina Hingis Nicole Pratt \| 6 1 \| 6 1 \| \| \| \| 2 \| \| Roger Federer Richard Fromberg \| 6 3 \| 6 2 \| \| \| \| 3 \| \| Martina Hingis / Roger Federer Nicole Pratt / Richard Fromberg \| 6 1 \| 6 3 \| \| \| |                                                                                        |                                                                                        |             |     |   |  |
| |                                                                                        |                                                                                        | 1           | 2   | 3 |  |
| 1 | Svizzera (bandiera) · Australia (bandiera)                                             | Martina Hingis Nicole Pratt                                                            | 6 1         | 6 1 |   |  |
| 2 | Svizzera (bandiera) · Australia (bandiera)                                             | Roger Federer Richard Fromberg                                                         | 6 3         | 6 2 |   |  |
| 3 | Svizzera (bandiera) · Australia (bandiera)                                             | Martina Hingis / Roger Federer Nicole Pratt / Richard Fromberg                         | 6 1         | 6 3 |   |  |

### Svizzera vs. Sudafrica
| Svizzera 2 | Burswood Entertainment Complex, Perth 30 dicembre 2000 - 6 gennaio 2001 Cemento indoor | Burswood Entertainment Complex, Perth 30 dicembre 2000 - 6 gennaio 2001 Cemento indoor | Sudafrica 1 |     |     |  |
| \| \| \| \| 1 \| 2 \| 3 \| \| \| - \| \| -------------------------------------------------------------- \| --- \| --- \| --- \| \| \| 1 \| \| Martina Hingis Amanda Coetzer \| 6 1 \| 6 0 \| \| \| \| 2 \| \| Roger Federer Wayne Ferreira \| 3 6 \| 6 3 \| 3 6 \| \| \| 3 \| \| Martina Hingis / Roger Federer Amanda Coetzer / Wayne Ferreira \| 6 2 \| 6 3 \| \| \| |                                                                                        |                                                                                        |             |     |     |  |
| |                                                                                        |                                                                                        | 1           | 2   | 3   |  |
| 1 | Svizzera (bandiera) · Sudafrica (bandiera)                                             | Martina Hingis Amanda Coetzer                                                          | 6 1         | 6 0 |     |  |
| 2 | Svizzera (bandiera) · Sudafrica (bandiera)                                             | Roger Federer Wayne Ferreira                                                           | 3 6         | 6 3 | 3 6 |  |
| 3 | Svizzera (bandiera) · Sudafrica (bandiera)                                             | Martina Hingis / Roger Federer Amanda Coetzer / Wayne Ferreira                         | 6 2         | 6 3 |     |  |

### Svizzera vs. Thailandia
| Svizzera 3 | Burswood Entertainment Complex, Perth 30 dicembre 2000 - 6 gennaio 2001 Cemento indoor | Burswood Entertainment Complex, Perth 30 dicembre 2000 - 6 gennaio 2001 Cemento indoor | Thailandia 0 |     |   |  |
| \| \| \| \| 1 \| 2 \| 3 \| \| \| - \| \| ------------------------------------------------------------------------ \| --- \| --- \| - \| \| \| 1 \| \| Martina Hingis Tamarine Tanasugarn \| 6 1 \| 6 1 \| \| \| \| 2 \| \| Roger Federer Paradorn Srichaphan \| 6 4 \| 6 2 \| \| \| \| 3 \| \| Martina Hingis / Roger Federer Tamarine Tanasugarn / Paradorn Srichaphan \| 6 0 \| 6 1 \| \| \| |                                                                                        |                                                                                        |              |     |   |  |
| |                                                                                        |                                                                                        | 1            | 2   | 3 |  |
| 1 | Svizzera (bandiera) · Thailandia (bandiera)                                            | Martina Hingis Tamarine Tanasugarn                                                     | 6 1          | 6 1 |   |  |
| 2 | Svizzera (bandiera) · Thailandia (bandiera)                                            | Roger Federer Paradorn Srichaphan                                                      | 6 4          | 6 2 |   |  |
| 3 | Svizzera (bandiera) · Thailandia (bandiera)                                            | Martina Hingis / Roger Federer Tamarine Tanasugarn / Paradorn Srichaphan               | 6 0          | 6 1 |   |  |

### Thailandia vs. Australia
| Thailandia 3 | Burswood Entertainment Complex, Perth 30 dicembre 2000 - 6 gennaio 2001 Cemento indoor | Burswood Entertainment Complex, Perth 30 dicembre 2000 - 6 gennaio 2001 Cemento indoor | Australia 0 |     |     |  |
| \| \| \| \| 1 \| 2 \| 3 \| \| \| - \| \| ------------------------------------------------------------------------- \| --- \| --- \| --- \| \| \| 1 \| \| Tamarine Tanasugarn Nicole Pratt \| 6 3 \| 4 6 \| 7 5 \| \| \| 2 \| \| Paradorn Srichaphan Richard Fromberg \| 7 6 \| 7 5 \| \| \| \| 3 \| \| Tamarine Tanasugarn / Paradorn Srichaphan Nicole Pratt / Richard Fromberg \| 8 7 \| \| \| \| |                                                                                        |                                                                                        |             |     |     |  |
| |                                                                                        |                                                                                        | 1           | 2   | 3   |  |
| 1 | Thailandia (bandiera) · Australia (bandiera)                                           | Tamarine Tanasugarn Nicole Pratt                                                       | 6 3         | 4 6 | 7 5 |  |
| 2 | Thailandia (bandiera) · Australia (bandiera)                                           | Paradorn Srichaphan Richard Fromberg                                                   | 7 6         | 7 5 |     |  |
| 3 | Thailandia (bandiera) · Australia (bandiera)                                           | Tamarine Tanasugarn / Paradorn Srichaphan Nicole Pratt / Richard Fromberg              | 8 7         |     |     |  |

## Gruppo B

### Classifica
| Squadra     | Giocatori                                  | Posizione | Round Robins V-P | Incontri V-P | Sets V-P |
| ----------- | ------------------------------------------ | --------- | ---------------- | ------------ | -------- |
| Stati Uniti | Monica Seles / Jan-Michael Gambill         | 1         | 3-0              | 8-1          | 18-7     |
| Russia      | Elena Lichovceva / Marat Safin             | 2         | 1-2              | 4-5          | 11-13    |
| Slovacchia  | Karina Habšudová / Dominik Hrbatý          | 3         | 1-2              | 3-6          | 12-15    |
| Belgio      | Kim Clijsters / Olivier Rochus             | 4         | 1-2              | 3-6          | 8-18     |
| Giappone    | Ai Sugiyama / Takao Suzuki non qualificati | 5         | 0-0              | 0-0          | 0-0      |

### Belgio vs. Russia
| Belgio 2 | Burswood Entertainment Complex, Perth 30 dicembre 2000 - 6 gennaio 2001 Cemento indoor | Burswood Entertainment Complex, Perth 30 dicembre 2000 - 6 gennaio 2001 Cemento indoor | Russia 1 |     |     |  |
| \| \| \| \| 1 \| 2 \| 3 \| \| \| - \| \| ------------------------------------------------------------- \| --- \| --- \| --- \| \| \| 1 \| \| Kim Clijsters Elena Lichovceva \| 6 1 \| 6 4 \| \| \| \| 2 \| \| Olivier Rochus Marat Safin \| 6 2 \| 1 6 \| 6 3 \| \| \| 3 \| \| Kim Clijsters / Olivier Rochus Elena Lichovceva / Marat Safin \| 3 6 \| 6 7 \| \| \| |                                                                                        |                                                                                        |          |     |     |  |
| |                                                                                        |                                                                                        | 1        | 2   | 3   |  |
| 1 | Belgio (bandiera) · Russia (bandiera)                                                  | Kim Clijsters Elena Lichovceva                                                         | 6 1      | 6 4 |     |  |
| 2 | Belgio (bandiera) · Russia (bandiera)                                                  | Olivier Rochus Marat Safin                                                             | 6 2      | 1 6 | 6 3 |  |
| 3 | Belgio (bandiera) · Russia (bandiera)                                                  | Kim Clijsters / Olivier Rochus Elena Lichovceva / Marat Safin                          | 3 6      | 6 7 |     |  |

### Russia vs. Slovacchia
| Russia 2 | Burswood Entertainment Complex, Perth 30 dicembre 2000 - 6 gennaio 2001 Cemento indoor | Burswood Entertainment Complex, Perth 30 dicembre 2000 - 6 gennaio 2001 Cemento indoor | Slovacchia 1 |     |     |  |
| \| \| \| \| 1 \| 2 \| 3 \| \| \| - \| \| ---------------------------------------------------------------- \| --- \| --- \| --- \| \| \| 1 \| \| Elena Lichovceva Karina Habšudová \| 6 7 \| 6 3 \| 3 6 \| \| \| 2 \| \| Marat Safin Dominik Hrbatý \| 6 3 \| 0 6 \| 6 4 \| \| \| 3 \| \| Elena Lichovceva / Marat Safin Karina Habšudová / Dominik Hrbatý \| 6 2 \| 4 6 \| 7 6 \| \| |                                                                                        |                                                                                        |              |     |     |  |
| |                                                                                        |                                                                                        | 1            | 2   | 3   |  |
| 1 | Russia (bandiera) · Slovacchia (bandiera)                                              | Elena Lichovceva Karina Habšudová                                                      | 6 7          | 6 3 | 3 6 |  |
| 2 | Russia (bandiera) · Slovacchia (bandiera)                                              | Marat Safin Dominik Hrbatý                                                             | 6 3          | 0 6 | 6 4 |  |
| 3 | Russia (bandiera) · Slovacchia (bandiera)                                              | Elena Lichovceva / Marat Safin Karina Habšudová / Dominik Hrbatý                       | 6 2          | 4 6 | 7 6 |  |

### Slovacchia vs. Belgio
| Slovacchia 2 | Burswood Entertainment Complex, Perth 30 dicembre 2000 - 6 gennaio 2001 Cemento indoor | Burswood Entertainment Complex, Perth 30 dicembre 2000 - 6 gennaio 2001 Cemento indoor | Belgio 1 |     |     |  |
| \| \| \| \| 1 \| 2 \| 3 \| \| \| - \| \| ---------------------------------------------------------------- \| --- \| --- \| --- \| \| \| 1 \| \| Karina Habšudová Kim Clijsters \| 6 0 \| 4 6 \| 1 6 \| \| \| 2 \| \| Dominik Hrbatý Olivier Rochus \| 6 3 \| 6 0 \| \| \| \| 3 \| \| Karina Habšudová / Dominik Hrbatý Kim Clijsters / Olivier Rochus \| 6 4 \| 3 6 \| 6 3 \| \| |                                                                                        |                                                                                        |          |     |     |  |
| |                                                                                        |                                                                                        | 1        | 2   | 3   |  |
| 1 | Slovacchia (bandiera) · Belgio (bandiera)                                              | Karina Habšudová Kim Clijsters                                                         | 6 0      | 4 6 | 1 6 |  |
| 2 | Slovacchia (bandiera) · Belgio (bandiera)                                              | Dominik Hrbatý Olivier Rochus                                                          | 6 3      | 6 0 |     |  |
| 3 | Slovacchia (bandiera) · Belgio (bandiera)                                              | Karina Habšudová / Dominik Hrbatý Kim Clijsters / Olivier Rochus                       | 6 4      | 3 6 | 6 3 |  |

### Stati Uniti vs. Belgio
| Stati Uniti 3 | Burswood Entertainment Complex, Perth 30 dicembre 2000 - 6 gennaio 2001 Cemento indoor | Burswood Entertainment Complex, Perth 30 dicembre 2000 - 6 gennaio 2001 Cemento indoor | Belgio 0 |     |     |  |
| \| \| \| \| 1 \| 2 \| 3 \| \| \| - \| \| ----------------------------------------------------------------- \| --- \| --- \| --- \| \| \| 1 \| \| Monica Seles Kim Clijsters \| 7 6 \| 6 0 \| \| \| \| 2 \| \| Jan-Michael Gambill Olivier Rochus \| 7 6 \| 6 4 \| \| \| \| 3 \| \| Monica Seles / Jan-Michael Gambill Kim Clijsters / Olivier Rochus \| 4 6 \| 6 1 \| 7 6 \| \| |                                                                                        |                                                                                        |          |     |     |  |
| |                                                                                        |                                                                                        | 1        | 2   | 3   |  |
| 1 | Stati Uniti (bandiera) · Belgio (bandiera)                                             | Monica Seles Kim Clijsters                                                             | 7 6      | 6 0 |     |  |
| 2 | Stati Uniti (bandiera) · Belgio (bandiera)                                             | Jan-Michael Gambill Olivier Rochus                                                     | 7 6      | 6 4 |     |  |
| 3 | Stati Uniti (bandiera) · Belgio (bandiera)                                             | Monica Seles / Jan-Michael Gambill Kim Clijsters / Olivier Rochus                      | 4 6      | 6 1 | 7 6 |  |

### Stati Uniti vs. Russia
| Stati Uniti 2 | Burswood Entertainment Complex, Perth 30 dicembre 2000 - 6 gennaio 2001 Cemento indoor | Burswood Entertainment Complex, Perth 30 dicembre 2000 - 6 gennaio 2001 Cemento indoor | Russia 1 |     |     |  |
| \| \| \| \| 1 \| 2 \| 3 \| \| \| - \| \| ----------------------------------------------------------------- \| --- \| --- \| --- \| \| \| 1 \| \| Monica Seles Elena Lichovceva \| 6 3 \| 6 3 \| \| \| \| 2 \| \| Jan-Michael Gambill Marat Safin \| 3 6 \| 7 6 \| 3 6 \| \| \| 3 \| \| Monica Seles / Jan-Michael Gambill Elena Lichovceva / Marat Safin \| 4 6 \| 6 2 \| 6 2 \| \| |                                                                                        |                                                                                        |          |     |     |  |
| |                                                                                        |                                                                                        | 1        | 2   | 3   |  |
| 1 | Stati Uniti (bandiera) · Russia (bandiera)                                             | Monica Seles Elena Lichovceva                                                          | 6 3      | 6 3 |     |  |
| 2 | Stati Uniti (bandiera) · Russia (bandiera)                                             | Jan-Michael Gambill Marat Safin                                                        | 3 6      | 7 6 | 3 6 |  |
| 3 | Stati Uniti (bandiera) · Russia (bandiera)                                             | Monica Seles / Jan-Michael Gambill Elena Lichovceva / Marat Safin                      | 4 6      | 6 2 | 6 2 |  |

### Stati Uniti vs. Slovacchia
| Stati Uniti 3 | Burswood Entertainment Complex, Perth 30 dicembre 2000 - 6 gennaio 2001 Cemento indoor | Burswood Entertainment Complex, Perth 30 dicembre 2000 - 6 gennaio 2001 Cemento indoor | Slovacchia 0 |     |     |  |
| \| \| \| \| 1 \| 2 \| 3 \| \| \| - \| \| -------------------------------------------------------------------- \| --- \| --- \| --- \| \| \| 1 \| \| Monica Seles Karina Habšudová \| 6 3 \| 3 6 \| 6 1 \| \| \| 2 \| \| Jan-Michael Gambill Dominik Hrbatý \| 6 3 \| 3 6 \| 6 4 \| \| \| 3 \| \| Monica Seles / Jan-Michael Gambill Karina Habšudová / Dominik Hrbatý \| 4 6 \| 6 2 \| 7 6 \| \| |                                                                                        |                                                                                        |              |     |     |  |
| |                                                                                        |                                                                                        | 1            | 2   | 3   |  |
| 1 | Stati Uniti (bandiera) · Slovacchia (bandiera)                                         | Monica Seles Karina Habšudová                                                          | 6 3          | 3 6 | 6 1 |  |
| 2 | Stati Uniti (bandiera) · Slovacchia (bandiera)                                         | Jan-Michael Gambill Dominik Hrbatý                                                     | 6 3          | 3 6 | 6 4 |  |
| 3 | Stati Uniti (bandiera) · Slovacchia (bandiera)                                         | Monica Seles / Jan-Michael Gambill Karina Habšudová / Dominik Hrbatý                   | 4 6          | 6 2 | 7 6 |  |

## Finale
| Svizzera 2 | Burswood Entertainment Complex, Perth 30 dicembre 2000 - 6 gennaio 2001 Cemento indoor | Burswood Entertainment Complex, Perth 30 dicembre 2000 - 6 gennaio 2001 Cemento indoor | Stati Uniti 1 |     |     |  |
| \| \| \| \| 1 \| 2 \| 3 \| \| \| - \| \| ----------------------------------------------------------------- \| --- \| --- \| --- \| \| \| 1 \| \| Martina Hingis Monica Seles \| 7 5 \| 6 4 \| \| \| \| 2 \| \| Roger Federer Jan-Michael Gambill \| 6 4 \| 6 3 \| \| \| \| 3 \| \| Martina Hingis / Roger Federer Monica Seles / Jan-Michael Gambill \| 6 2 \| 4 6 \| 6 7 \| \| |                                                                                        |                                                                                        |               |     |     |  |
| |                                                                                        |                                                                                        | 1             | 2   | 3   |  |
| 1 | Svizzera (bandiera) · Stati Uniti (bandiera)                                           | Martina Hingis Monica Seles                                                            | 7 5           | 6 4 |     |  |
| 2 | Svizzera (bandiera) · Stati Uniti (bandiera)                                           | Roger Federer Jan-Michael Gambill                                                      | 6 4           | 6 3 |     |  |
| 3 | Svizzera (bandiera) · Stati Uniti (bandiera)                                           | Martina Hingis / Roger Federer Monica Seles / Jan-Michael Gambill                      | 6 2           | 4 6 | 6 7 |  |

## Campioni
| Vincitori della Hopman Cup 2001 |
| ------------------------------- |
| Svizzera (2º titolo)            |